# Lasiochlora lunigera
Lasiochlora lunigera là một loài bướm đêm trong họ Geometridae.